# Benipur
Benipur es una ciudad censal situada en el distrito de Varanasi en el estado de Uttar Pradesh (India). Su población es de 12470 habitantes (2011). 

## Demografía
Según el censo de 2011 la población de Benipur era de 12470 habitantes, de los cuales 6534 eran hombres y 5936 eran mujeres. Benipur tiene una tasa media de alfabetización del 64,99%, inferior a la media estatal del 67,68%: la alfabetización masculina es del 73,34%, y la alfabetización femenina del 55,91%.